# 資格者配置路線
資格者配置路線（しかくしゃはいちろせん）とは、交通誘導警備業務を実施する場所ごとに、交通誘導警備業務1級検定又は交通誘導警備業務2級検定の合格証明書を有する警備員（検定合格警備員）を配置しなければならない路線である。道路又は交通の状況により、都道府県公安委員会が道路における危険を防止するため必要と認める路線である。

## 根拠法令

### 警備業法
- （特定の種別の警備業務の実施）第十八条 　警備業者は、警備業務（第二条第一項第一号から第三号までのいずれかに該当するものに限る。以下この条並びに第二十三条第一項、第二項及び第四項において同じ。）のうち、その実施に専門的知識及び能力を要し、かつ、事故が発生した場合には不特定又は多数の者の生命、身体又は財産に危険を生ずるおそれがあるものとして国家公安委員会規則で定める種別（以下単に「種別」という。）のものを行うときは、国家公安委員会規則で定めるところにより、その種別ごとに第二十三条第四項の合格証明書の交付を受けている警備員に、当該種別に係る警備業務を実施させなければならない。

### 警備員等の検定等に関する規則
- （特定の種別の警備業務の実施基準）第二条 　警備業者は、前条各号に掲げる警備業務を行うときは、次の表の上欄に掲げる種別に応じ、同表の中欄に掲げる警備員を、同表の下欄に掲げる人数を配置して、当該種別に係る警備業務を実施させなければならない。
  - 五　交通誘導警備業務（道路又は交通の状況により、都道府県公安委員会（以下「公安委員会」という。）が道路における危険を防止するため必要と認めるものに限る。）
    - 交通誘導警備業務に係る一級検定合格警備員又は二級検定合格警備員
      - 交通誘導警備業務を行う場所ごとに、一人以上

## 全国の指定路線

### 北海道
北海道公安委員会　北海道函館方面公安委員会　北海道旭川方面公安委員会　北海道釧路方面公安委員会
北海道北見方面公安委員会

### 東北
青森県公安委員会　岩手県公安委員会　宮城県公安委員会　秋田県公安委員会　山形県公安委員会　福島県公安委員会　

### 関東
東京都公安委員会　神奈川県公安委員会　埼玉県公安委員会　千葉県公安委員会　茨城県公安委員会　栃木県公安委員会
群馬県公安委員会　新潟県公安委員会　山梨県公安委員会　長野県公安委員会　静岡県公安委員会　

### 中部
愛知県公安委員会　岐阜県公安委員会　三重県公安委員会　福井県公安委員会　石川県公安委員会　富山県公安委員会

### 近畿
大阪府公安委員会　兵庫県公安委員会　京都府公安委員会　滋賀県公安委員会　奈良県公安委員会　和歌山県公安委員会　

### 中国
鳥取県公安委員会　島根県公安委員会　岡山県公安委員会　広島県公安委員会　山口県公安委員会　

### 四国
徳島県公安委員会　香川県公安委員会　愛媛県公安委員会　高知県公安委員会　 

### 九州
福岡県公安委員会　大分県公安委員会　長崎県公安委員会　佐賀県公安委員会　熊本県公安委員会　宮崎県公安委員会
鹿児島県公安委員会

### 沖縄
沖縄県公安委員会

## 罰則
関係する罰則の規程については各都道府県の基準を確認すること。
- 検定合格警備員配置義務違反（警備業法第18条違反）
- 合格証明書の携帯義務違反（警備業法法第18条及び警備員等の検定等に関する規則（平成17年国家公安委員会規則第20号）第3条違反）